# Shah Wali Kot
Shah Wali Kot är ett distrikt i Afghanistan. Det ligger i provinsen Kandahar, i den centrala delen av landet, 400 kilometer sydväst om huvudstaden Kabul.
Distriktet beräknades år 2022 ha cirka 51 000 invånare.